# Calínasa
Calínasa (Griego antiguo: Καλλιάνασσα) es una de las 50 nereidas en la mitología griega, es decir, las hijas de Nereo y Doris . Calínasa es una de las 32 Nereidas mencionadas en la Ilíada (Rapsodia S, verso 46), que vinieron a llorar con Tetis desde las profundidades del mar a las costas de Troya por la futura muerte de su hijo Aquiles.

## Fuente
- Krousiou : Diccionario homérico, adaptado de la sexta edición alemana por I. Pantazidou, publicado por "Anastasiou D. Fexi Bookstores", Atenas 1901, p. 442

- Datos: Q12878672